# Плюрипотентность
Плюрипотентность (англ. Pluripotency от лат. pluralis — множественный, potentia — сила, мощь, возможность, в широком смысле можно перевести как «возможность развития по разным сценариям»). В биологических системах этот термин относится к клеточной биологии и к биологическим соединениям. Плюрипотентные клетки могут дифференцироваться во все типы клеток, кроме клеток внезародышевых органов (плаценты и желточного мешка). В отличие от них, тотипотентные клетки могут дать начало всем типам клеток, включая клетки внезародышевых органов.
В 2009 году было заявлено о методике превращения клеток в стволовые без помощи вирусов.
Исследование стволовых клеток плоского червя планарии позволило ученым из MIT доказать, что некоторые клетки взрослого червя, так называемые необласты, сохраняют плюрипотентность.